# Премия Уильяма Коли
Премия Уильяма Коли за выдающиеся исследования по фундаментальной и опухолевой иммунологии (англ. William B. Coley Award for Distinguished Research in Basic and Tumor Immunology) — ежегодная международная научная премия, присуждаемая Институтом исследований рака учёным за выдающиеся достижения в области фундаментальной иммунологии и иммунологии опухолей, углубивших наше понимание реакции иммунной системы на заболевания, включая рак.
Первая премия была присуждена в 1975 году группе из 16 учёных, названных «основателями иммунологии рака». В 1993 году награда была переименована в честь доктора Уильяма Б. Коли, хирурга конца XIX века, который сделал первые попытки нехирургического лечения рака путём стимулирования иммунной системы. По этой причине доктор Коли стал известен как «отец иммунотерапии рака».
По состоянию на 2018 год размер премии составляет 5000 долларов.

## Лауреаты
| Год  | Лауреат                                                                    | Обоснование награды | Область                                  |
| ---- | -------------------------------------------------------------------------- | --- | ---------------------------------------- |
| 1975 | Гарри Израйлевич Абелев                                                    | «За открытие антигена АФП (альфа-фетопротеин) в качестве биомаркера рака печени, первого идентифицированного специфичного для рака антигена».Оригинальный текст (англ.)«for his discovery of the AFP (alphafeto protein) antigen as a blood biomarker for liver cancer, the first cancer-specific antigen identified.» | Фундаментальная и опухолевая иммунология |
| 1975 | Edward A. Boyse                                                            | Оригинальный текст (англ.)«» | Фундаментальная и опухолевая иммунология |
| 1975 | Edgar J. Foley                                                             | Оригинальный текст (англ.)«» | Фундаментальная и опухолевая иммунология |
| 1975 | Robert A. Good                                                             | Оригинальный текст (англ.)«» | Фундаментальная и опухолевая иммунология |
| 1975 | Peter A. Gorer                                                             | Оригинальный текст (англ.)«» | Фундаментальная и опухолевая иммунология |
| 1975 | Ludwik Gross                                                               | Оригинальный текст (англ.)«» | Фундаментальная и опухолевая иммунология |
| 1975 | Gertrude Henle и Werner Henle                                              | Оригинальный текст (англ.)«» | Фундаментальная и опухолевая иммунология |
| 1975 | Роберт Хьюбнер                                                             | Оригинальный текст (англ.)«» | Фундаментальная и опухолевая иммунология |
| 1975 | Edmund Klein                                                               | Оригинальный текст (англ.)«» | Фундаментальная и опухолевая иммунология |
| 1975 | Ева Кляйн и Георг Кляйн                                                    | Оригинальный текст (англ.)«» | Фундаментальная и опухолевая иммунология |
| 1975 | Donald L. Morton                                                           | Оригинальный текст (англ.)«» | Фундаментальная и опухолевая иммунология |
| 1975 | Lloyd J. Old                                                               | Оригинальный текст (англ.)«» | Фундаментальная и опухолевая иммунология |
| 1975 | Richmond T. Prehn                                                          | Оригинальный текст (англ.)«» | Фундаментальная и опухолевая иммунология |
| 1975 | Hans O. Sjogren                                                            | Оригинальный текст (англ.)«» | Фундаментальная и опухолевая иммунология |
| 1978 | Howard B. Andervont                                                        | Оригинальный текст (англ.)«» | Фундаментальная и опухолевая иммунология |
| 1978 | Jacob Furth                                                                | Оригинальный текст (англ.)«» | Фундаментальная и опухолевая иммунология |
| 1978 | Earl L. Green & Margaret C. Green                                          | Оригинальный текст (англ.)«» | Фундаментальная и опухолевая иммунология |
| 1978 | Walter E. Heston                                                           | Оригинальный текст (англ.)«» | Фундаментальная и опухолевая иммунология |
| 1978 | Clarence C. Little                                                         | Оригинальный текст (англ.)«» | Фундаментальная и опухолевая иммунология |
| 1978 | Джордж Снелл                                                               | Оригинальный текст (англ.)«» | Фундаментальная и опухолевая иммунология |
| 1978 | Leonell C. Strong                                                          | Оригинальный текст (англ.)«» | Фундаментальная и опухолевая иммунология |
| 1979 | Yuang-yun Chu, Zongtang Sun и Zhao-you Tang                                | Оригинальный текст (англ.)«» | Фундаментальная и опухолевая иммунология |
| 1983 | Richard K. Gershon                                                         | Оригинальный текст (англ.)«» | Фундаментальная и опухолевая иммунология |
| 1987 | Thierry Boon                                                               | Оригинальный текст (англ.)«» | Фундаментальная и опухолевая иммунология |
| 1987 | Рольф Цинкернагель                                                         | Оригинальный текст (англ.)«» | Фундаментальная и опухолевая иммунология |
| 1989 | Howard Grey                                                                | Оригинальный текст (англ.)«» | Фундаментальная и опухолевая иммунология |
| 1989 | Alain Townsend и Emil R. Unanue                                            | Оригинальный текст (англ.)«» | Фундаментальная и опухолевая иммунология |
| 1993 | Памела Бьоркман, Jack L. Strominger и Don Wiley                            | Оригинальный текст (англ.)«» | Фундаментальная и опухолевая иммунология |
| 1993 | Джон Капплер и Филиппа Маррак                                              | Оригинальный текст (англ.)«» | Фундаментальная и опухолевая иммунология |
| 1993 | Alvaro Morales                                                             | Оригинальный текст (англ.)«» | Фундаментальная и опухолевая иммунология |
| 1995 | Timothy A. Springer, Malcolm A. S. Moore и Ferdy J. Lejeune                | Оригинальный текст (англ.)«» | Фундаментальная и опухолевая иммунология |
| 1996 | Giorgio Trinchieri                                                         | Оригинальный текст (англ.)«» | Фундаментальная и опухолевая иммунология |
| 1997 | Robert L. Coffman и Tim R. Mosmann                                         | Оригинальный текст (англ.)«» | Фундаментальная и опухолевая иммунология |
| 1997 | Stuart F. Schlossman                                                       | Оригинальный текст (англ.)«» | Фундаментальная и опухолевая иммунология |
| 1998 | Klas Kärre, Lorenzo Moretta и Ральф Стайнман                               | Оригинальный текст (англ.)«» | Фундаментальная и опухолевая иммунология |
| 1999 | Richard A. Lerner и Грег Уинтер                                            | Оригинальный текст (англ.)«» | Фундаментальная и опухолевая иммунология |
| 1999 | Джеймс Дарнелл, Ian M. Kerr и George Robert Stark                          | Оригинальный текст (англ.)«» | Фундаментальная и опухолевая иммунология |
| 2000 | Марк Дэвис и Michael Pfreundschuh                                          | Оригинальный текст (англ.)«» | Фундаментальная и опухолевая иммунология |
| 2001 | Роберт Шрайбер                                                             | Оригинальный текст (англ.)«» | Фундаментальная и опухолевая иммунология |
| 2002 | Lewis L. Lanier, David H. Raulet и Mark J. Smyth                           | Оригинальный текст (англ.)«» | Фундаментальная и опухолевая иммунология |
| 2003 | Жюль Офман, Bruno Lemaitre, Чарлз Джейнуэй и Руслан Меджитов               | Оригинальный текст (англ.)«» | Фундаментальная и опухолевая иммунология |
| 2004 | Shimon Sakaguchi и Ethan M. Shevach                                        | Оригинальный текст (англ.)«» | Фундаментальная и опухолевая иммунология |
| 2005 | Джеймс Эллисон                                                             | Оригинальный текст (англ.)«» | Фундаментальная и опухолевая иммунология |
| 2006 | Сидзуо Акира и Брюс Бётлер                                                 | Оригинальный текст (англ.)«» | Фундаментальная иммунология              |
| 2006 | Ian H. Frazer и Харальд цур Хаузен                                         | Оригинальный текст (англ.)«» | Опухолевая иммунология                   |
| 2007 | Джеффри Раветч                                                             | Оригинальный текст (англ.)«» | Фундаментальная и опухолевая иммунология |
| 2008 | Michael John Bevan                                                         | Оригинальный текст (англ.)«» | Фундаментальная и опухолевая иммунология |
| 2009 | Cornelis J.M. Melief                                                       | Оригинальный текст (англ.)«» | Опухолевая иммунология                   |
| 2009 | Фредерик Альт и Klaus Rajewsky                                             | Оригинальный текст (англ.)«» | Фундаментальная иммунология              |
| 2010 | Haruo Ohtani, Wolf Herve Fridman и Jérôme Galon                            | Оригинальный текст (англ.)«» | Опухолевая иммунология                   |
| 2011 | Philip D. Greenberg и Стивен Розенберг                                     | Оригинальный текст (англ.)«» | Опухолевая иммунология                   |
| 2012 | Ричард Флейвелл, Лори Глимчер и Kenneth M. Murphy                          | Оригинальный текст (англ.)«» | Фундаментальная иммунология              |
| 2012 | Карл Джун и Мишель Саделайн                                                | Оригинальный текст (англ.)«» | Опухолевая иммунология                   |
| 2013 | Michael B. Karin                                                           | Оригинальный текст (англ.)«» | Фундаментальная иммунология              |
| 2014 | Тасуку Хондзё, Lieping Chen, Арлин Шарп и Gordon J. Freeman                | Оригинальный текст (англ.)«» | Опухолевая иммунология                   |
| 2015 | Glenn Dranoff                                                              | Оригинальный текст (англ.)«» | Опухолевая иммунология                   |
| 2015 | Александр Юрьевич Руденский                                                | Оригинальный текст (англ.)«» | Фундаментальная иммунология              |
| 2016 | Ton N. Schumacher                                                          | Оригинальный текст (англ.)«» | Опухолевая иммунология                   |
| 2016 | Дэн Литтман                                                                | Оригинальный текст (англ.)«» | Фундаментальная иммунология              |
| 2017 | Rafi Ahmed                                                                 | Оригинальный текст (англ.)«» | Фундаментальная иммунология              |
| 2017 | Thomas F. Gajewski                                                         | Оригинальный текст (англ.)«» | Опухолевая иммунология                   |
| 2018 | Miriam Merad                                                               | Оригинальный текст (англ.)«» | Фундаментальная иммунология              |
| 2018 | Padmanee Sharma                                                            | Оригинальный текст (англ.)«» | Опухолевая иммунология                   |
| 2019 | Zelig Eshhar Lawrence E. Samelson Brian Seed Arthur Weiss                  | Оригинальный текст (англ.)«for their collective contributions to identifying and elucidating the role of the T cell antigen receptor zeta chain as a key T cell signaling molecule and its application to CAR T cell therapy.» | Фундаментальная иммунология              |
| 2019 | Elizabeth Jaffee                                                           | «В знак признания её исследований, сфокусированных на новых подходах к вакцинам, которые преодолевают иммунную толерантность к раку, и её разработке как геномных, так и протеомных методов для выявления новых путей и биомаркеров, связанных с инициированием и прогрессированием рака поджелудочной железы».Оригинальный текст (англ.)«in recognition of her research focused on novel vaccine approaches that overcome immune tolerance to cancers and her development of both genomic and proteomic methods to identify new pathways and biomarkers associated with the initiation and progression of pancreatic cancers.»                                                         | Опухолевая иммунология                   |
| 2019 | Antoni Ribas                                                               | В знак признания его усилий возглавить клиническое внедрение иммунотерапии контрольных точек, его дополнительных исследований, которые определили механизмы и идентифицировали биомаркеры ответа и приобретенной устойчивости к терапии блокадой PD1, а также его разработку методов лечения адоптивными клетками на основестволовых клеток".Оригинальный текст (англ.)«in recognition of his efforts to spearhead the clinical adoption of checkpoint immunotherapy, his complementary research that has defined mechanisms and identified biomarkers of response and acquired resistance to PD-1 blockade therapies, and his development of stem cell-based adoptive cell therapies.» | Опухолевая иммунология                   |
| 2020 | Андреа Аблассер Glen N. Barber Чэнь Чжицзянь Veit Hornung Russell E. Vance | "За их вклад в открытие и описание пути cGAS-STING, важного компонента врожденной иммунной системы, который участвует в обнаружении неправильно размещенной ДНК, возникающей в результате инфекции и других типов повреждений.Оригинальный текст (англ.)«for their contributions regarding the discovery and characterization of the cGAS-STING pathway, an important component of the innate immune system that is involved in the detection of mis-placed DNA that can result from infection and other types of damage.» | Фундаментальная и опухолевая иммунология |